# Jonathan McDonald
Jonathan André McDonald Porras (San José, 28 ottobre 1987) è un calciatore costaricano, attaccante del San Carlos.

## Biografia
Ha un fratello, di nome Gherland, anch'egli calciatore professionista.

## Carriera

### Club
Debutta in Costa Rica col Carmelita nella stagione 2004-2005. Nel 2005 stesso passa all'Herediano. Nel 2010 passa al Vancouver Whitecaps con cui gioca solo sette partite. Nel giugno del 2010 torna in Costa Rica nell'Alajuelense. Il 14 novembre 2011 viene acquistato dal Kalmar FF con un trasferimento valido a partire dal successivo mese di gennaio. In Svezia rimane due anni, poi torna in Costa Rica al suo vecchio club, l'Alajuelense.

### Nazionale
Nel 2011 viene convocato per la prima volta nella nazionale.

## Palmarès

### Club

#### Competizioni nazionali
- Campionato costaricano: 4

Alajuelense: Invierno 2010-2011, Verano 2010-2011
Herediano: Verano ProGol 2013, Verano JPS 2015